# St. Michael (Rötgesbüttel)
St. Michael ist ein evangelisch-lutherisches Kirchengebäude in Rötgesbüttel, einer Gemeinde im Landkreis Gifhorn in Niedersachsen.

## Geschichte und Bau
Die Rötgesbüttler Kirche wurde im Jahr 1928 eingeweiht. Sie ist eine schlichte, weiß verputzte Saalkirche mit Rundbogenfenstern und polygonalem Abschluss nach Süden.
Quer zum Kirchenschiff schließt sich in östlicher Richtung eine sehr viel ältere, rechteckige Kapelle aus unverputztem, grob behauenem Sandstein an. Sie wurde früher auf die Zeit um 1250 datiert, gilt aber aufgrund neuerer Forschungen als ein Bau des 15. Jahrhunderts. Die südliche Eingangstür hat einen gotischen Spitzbogen. Auch die Ostfenster sind noch original. Ab dem 19. Jahrhundert gab es einen Dachreiter aus Holzfachwerk; dieser wurde bei der Erbauung der Kirche, als die Westmauer der Kapelle abgetragen wurde, durch den jetzigen Glockenträger ersetzt. In ihm befinden sich zwei Glocken, eine kleinere aus dem Mittelalter und eine größere, gegossen 1613 in Gifhorn.
Die Entstehung der Kapelle wird mit den Gografen der Gografschaft Papenteich in Verbindung gebracht, die in Rötgesbüttel residierten. Einige von ihnen wurden in der Kapelle beigesetzt.

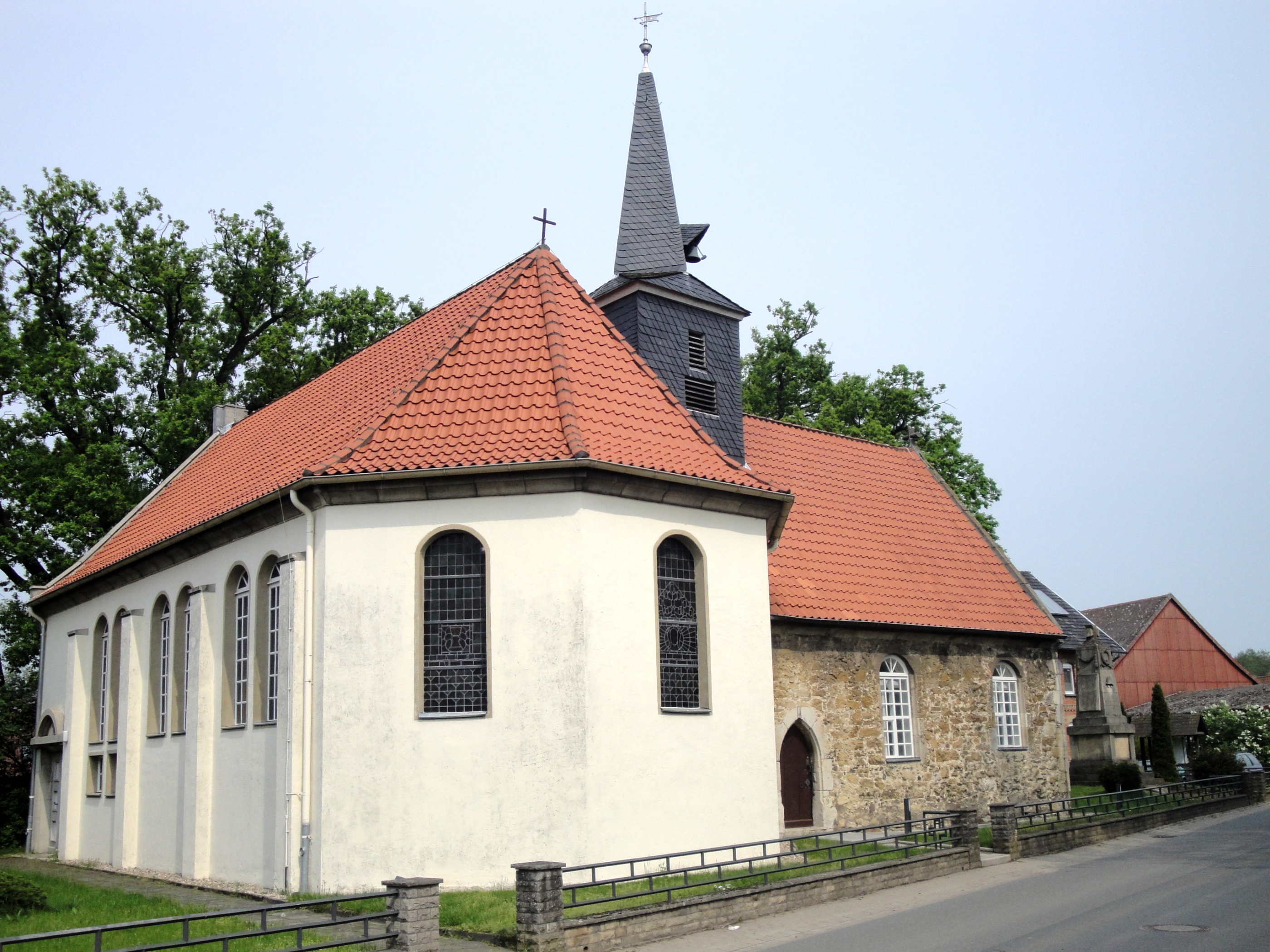
Ansicht von Südwesten (2011)